# Lise Topart
Pour les articles homonymes, voir Topart.
Lise Topart est une actrice française, née le 24 octobre 1927 à Paris 20e et morte le 3 mars 1952 à Nice (Alpes-Maritimes).

## Biographie
Élève de l'actrice Marie Ventura, Lise Topart obtient son premier rôle, à seize ans, dans Le Grand Poucet de Claude-André Puget, mis en scène par Gaston Baty au Théâtre Montparnasse, en 1944. Elle connaît un vif succès l'année suivante avec Rosiers blancs de Simone Le Bargy au Théâtre des Mathurins. Sa prestation est saluée par la critique, certains journaux la comparant à Réjane.
Elle alterne ensuite les pièces et les films. Elle fait une apparition, en 1946, dans Sylvie et le Fantôme de Claude Autant-Lara. Remarquée, en 1947, dans Les gosses mènent l'enquête de Maurice Labro, où elle joue le rôle de Mariette, elle enchaîne, la même année, avec Contre-enquête de Jean Faurez. En 1949, elle incarne « Sarah » dans La Cage aux filles, un film de Maurice Cloche.
Elle meurt, en plein succès, à vingt-quatre ans : le 3 mars 1952, à Nice, elle embarque sur un vol Air France pour Paris qui s'écrase au décollage. L'avion, un SNCASE SE.161 Languedoc en phase de montée initiale, s'écrase à un kilomètre de l'aéroport. Aucun des trente-quatre passagers (dont deux autres artistes, l'actrice Michèle Verly et la danseuse étoile Harriet Toby), et des quatre membres d'équipage n'a survécu à la catastrophe.

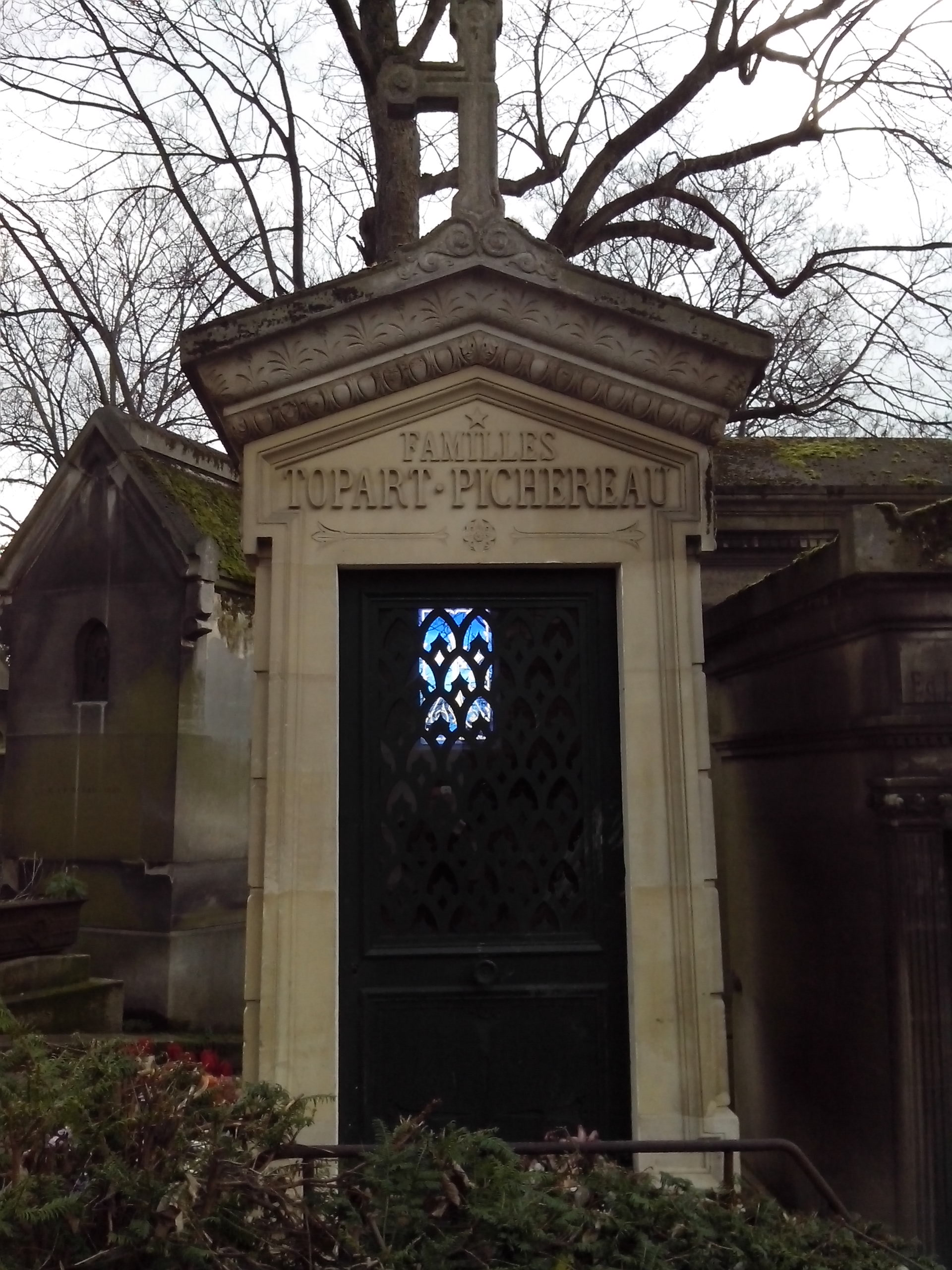
Tombe de Lise et Jean Topart au cimetière du Père-Lachaise (division 57).

Lise et son frère, le comédien Jean Topart, sont inhumés au cimetière du Père-Lachaise (57e division), à Paris.

## Théâtre
- 1944 : Le Grand Poucet de Claude-André Puget, mise en scène Gaston Baty, Théâtre Montparnasse
- 1945 : Rosiers blancs de Simone Le Bargy, mise en scène Marcel Herrand, Théâtre des Mathurins
- 1945 : Marie-Anne Victoire de Jacques Tournier, Studio des Champs-Élysées
- 1945 : Rebecca de Daphne du Maurier, mise en scène Jean Wall, Théâtre de Paris
- 1946 : Un souvenir d'Italie de Louis Ducreux, mise en scène de Louis Ducreux, Théâtre de l'Œuvre
- 1947 : Les jours heureux de Claude-André Puget, mise en scène de Françoise Delille, Théâtre Antoine
- 1948 : Le Voleur d'enfants de Jules Supervielle, mise en scène Raymond Rouleau, Théâtre de l'Œuvre
- 1948 : La Ligne de chance d'Albert Husson, mise en scène Michèle Verly, Théâtre Gramont
- 1948 : La peine capitale de Claude-André Puget, mise en scène Julien Bertheau, Comédie-Française
- 1950 : Destin à vendre de Paul Herenne, mise en scène Jean-Claude Dumoutier, Théâtre des Noctambules
- 1950 : Notre peau de José-André Lacour, mise en scène Michel Vitold, Théâtre de l'Œuvre
- 1950 : Le Bal du Lieutenant Helt de Gabriel Arout, mise en scène Marcel Herrand, Théâtre des Mathurins
- 1950 : Le Château du carrefour d'Odette Joyeux, mise en scène Marcel Herrand, Théâtre des Mathurins
- 1951 : Marée d'automne de Daphne du Maurier, mise en scène Jean Darcante, Théâtre Gramont

## Filmographie
- 1946 : Sylvie et le Fantôme de Claude Autant-Lara : Marie-Berthe
- 1947 : Les gosses mènent l'enquête de Maurice Labro : Mariette
- 1947 : Contre-enquête de Jean Faurez : Michelle Marchal
- 1949 : La Cage aux filles de Maurice Cloche : Sarah